# Liste der Monuments historiques in Récicourt
Die Liste der Monuments historiques in Récicourt führt die Monuments historiques in der französischen Gemeinde Récicourt auf.

## Liste der Objekte
| Bezeichnung                    | Beschreibung                                        | Standort                        | Kennzeichnung | Schutzstatus | Datum | Bild |
| ------------------------------ | --------------------------------------------------- | ------------------------------- | ------------- | ------------ | ----- | ---- |
| Glocke                         | Bronze, 1775 gegossen                               | in der Kirche St-Vincent (Lage) | PM55002229    | Inscrit      | 1997  |      |
| Grabstein für Gérard de Hautoy | Stein, 17. Jahrhundert                              | in der Kirche St-Vincent (Lage) | PM55001431    | Inscrit      | 1976  |      |
| Vinzenz-Reliquiar              | Holz, farbig gefasst und vergoldet, 18. Jahrhundert | in der Kirche St-Vincent (Lage) | PM55002646    | Inscrit      | 2007  |      |